# Organizace tajné armády
Organizace tajné armády (franc. Organisation armée secrète) byla francouzská ultrapravicová nacionalistická militantní organizace během alžírské války o nezávislost (1954-1962). Cílem OAS bylo za každou cenu předejít tomu, aby se Alžírsko stalo nezávislým státem, což dokazuje i jejich motto "Alžírsko je francouzské a tak to zůstane" (franc. L’Algérie est française et le restera).
Organizace vznikla v Madridu v lednu 1961 jako odpověď některých francouzských politiků a vojenských důstojníků na referendum uspořádané de Gaullem, ve kterém se tři čtvrtiny Francouzů vyslovilo pro právo Alžířanů na nezávislost jejich země. Mezi hlavní zakladatele patřili bývalí důstojníci francouzské armády Pierre Lagaillarde, Raoul Salan nebo Jean-Jacques Susini.
Organizace spáchala několik teroristických výbuchů ve Francii i Alžírsku a 21. dubna 1961 se neúspěšně pokusila o státní převrat ve Francii. Po podepsání évianských dohod v březnu 1962, které zaručily Alžírsku nezávislost na Francii, provedla OAS další vlnu vraždění a bombových atentátů (mj. se pokusila o zavraždění Charlese de Gaulla). Na stavu věci to však nic nezměnilo, byla potlačena francouzskou policií a zanedlouho poté byla organizace rozpuštěna a někteří její členové byli popraveni.